# 467
467 (CDLXVII) fue un año común comenzado en domingo del calendario juliano, en vigor en aquella fecha.
En el Imperio romano, el año fue nombrado el del consulado de Puseo y Juanes, o menos comúnmente, como el 1220 Ab urbe condita, adquiriendo su denominación como 467 a principios de la Edad Media, al establecerse el anno Domini.

## Acontecimientos
- Antemio llega a ser emperador de Roma.

## Nacimientos
- León II, emperador bizantino.
- Cerdic de Wessex, primer rey del reino anglo-sajón de Wessex.
- Emperador Xiaowen de Wei del Norte.

## Fallecimientos
- Skandagupta, emperador Gupta del norte de India.